# Fosse no 3 des mines d'Auchy-au-Bois
La fosse no 3 de la Compagnie des mines d'Auchy-au-Bois est un ancien charbonnage du Bassin minier du Nord-Pas-de-Calais, situé à Ames. Les travaux commencent en 1874 et la fosse commence à extraire en 1877. De belles veines y sont exploitées. La fosse est définitivement arrêtée en janvier 1888. La fosse possédait un terril no 204 qui a été intégralement exploité.
Au début du XXIe siècle, Charbonnages de France matérialise la tête du puits no 3.

## La fosse

### Fonçage
La fosse no 3 est ouverte en 1874 à Ames, avec un diamètre utile de 3,75 mètres,, par la Société nouvelle d'Auchy-au-Bois, contre le bord sud de sentier d'Auchy-au-Bois, à 1 050 mètres à l'ouest du clocher d'Ames.
Les travaux au sud de la fosse no 1 ont touché à un kilomètre du puits une veine dénommée Présidente, qui paraît puissante et profonde. La fosse no 3 est donc creusée, avec une distance de 1 100 mètres par rapport au puits no 1. Les sondages nos 928, 929 et 930 ont été nécessaires pour déterminer la limite méridionale de l'affleurement du bassin au tourtia. Le tourtia est atteint à 142 mètres. Le puits atteint le calcaire carbonifère à 146,44 mètres, et après avoir traversé neuf mètres, le terrain houiller est rencontré en allure normale à 155,44 mètres. Le fonçage du puits no 3 présente de sérieuses difficultés, et il a fallu vingt-six mois pour arriver à la base du tourtia, qui a été atteinte à 146,44 mètres. Une pompe de 50 centimètres de diamètre a dû fonctionner jusqu'à 95 mètres de profondeur. Pendant l'exécution de ce fonçage, les travaux au sud du puits no 2 avancent tellement, sous les terrains anciens de recouvrement, que l'inclinaison de la faille de la limite sud peut être supposée très faible, et qu'il y a chance, à la fosse no 3, de recouper par le puits des calcaires anciens avant de pénétrer dans le terrain houiller.

### Exploitation
Le puits est approfondi à 325,27 mètres et quatre accrochages sont ouverts à 185, 227, 270 et 312 mètres. L'extraction commence en 1877.
Le puits a traversé plusieurs belles veines, dont la veine Présidente de trois mètres, dans laquelle est établie une communication avec la fosse no 1. Ce puits a coûté 644 942,04 francs pour son fonçage, et 874 484,36 francs avec ses installations. La houille de ce puits tient 34 % de matières volatiles. Le puits est de nouveau approfondi, à 419,60 ou 423 mètres, un nouvel accrochage est établi à 360 mètres.
Lorsque cesse en 1885 l'extraction au puits no 2, la fosse no 3 n'est plus que la seule qui permette encore d'extraire. La fosse est abandonnée en janvier 1888. L'orifice du puits est à l'altitude de 88 mètres. Le puits est remblayé en 1888, après que la société a été liquidée en 1886.

### Reconversion
Au début du XXIe siècle, Charbonnages de France matérialise la tête du puits no 3. Le BRGM y effectue des inspections chaque année.

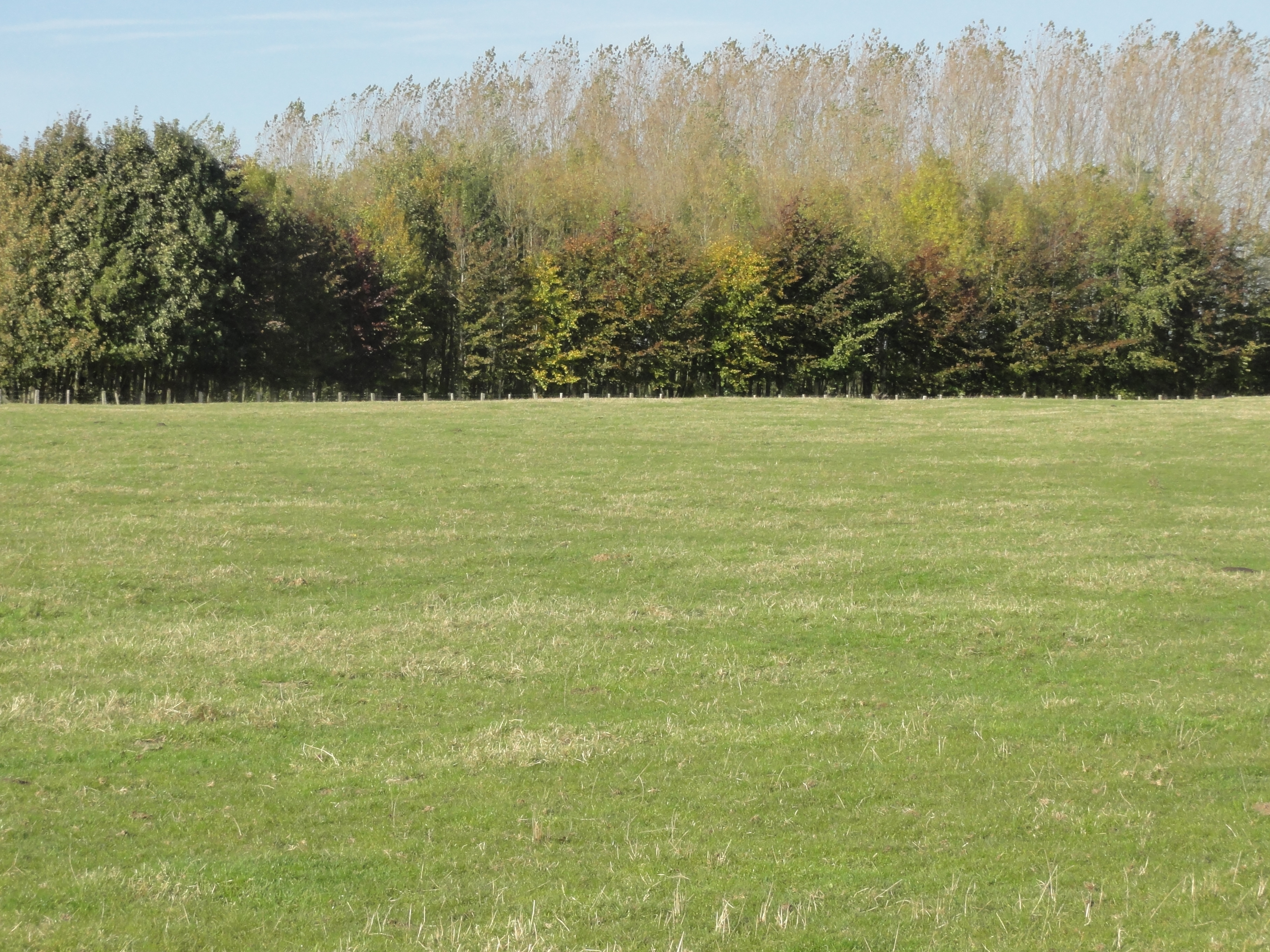
Le carreau de fosse.
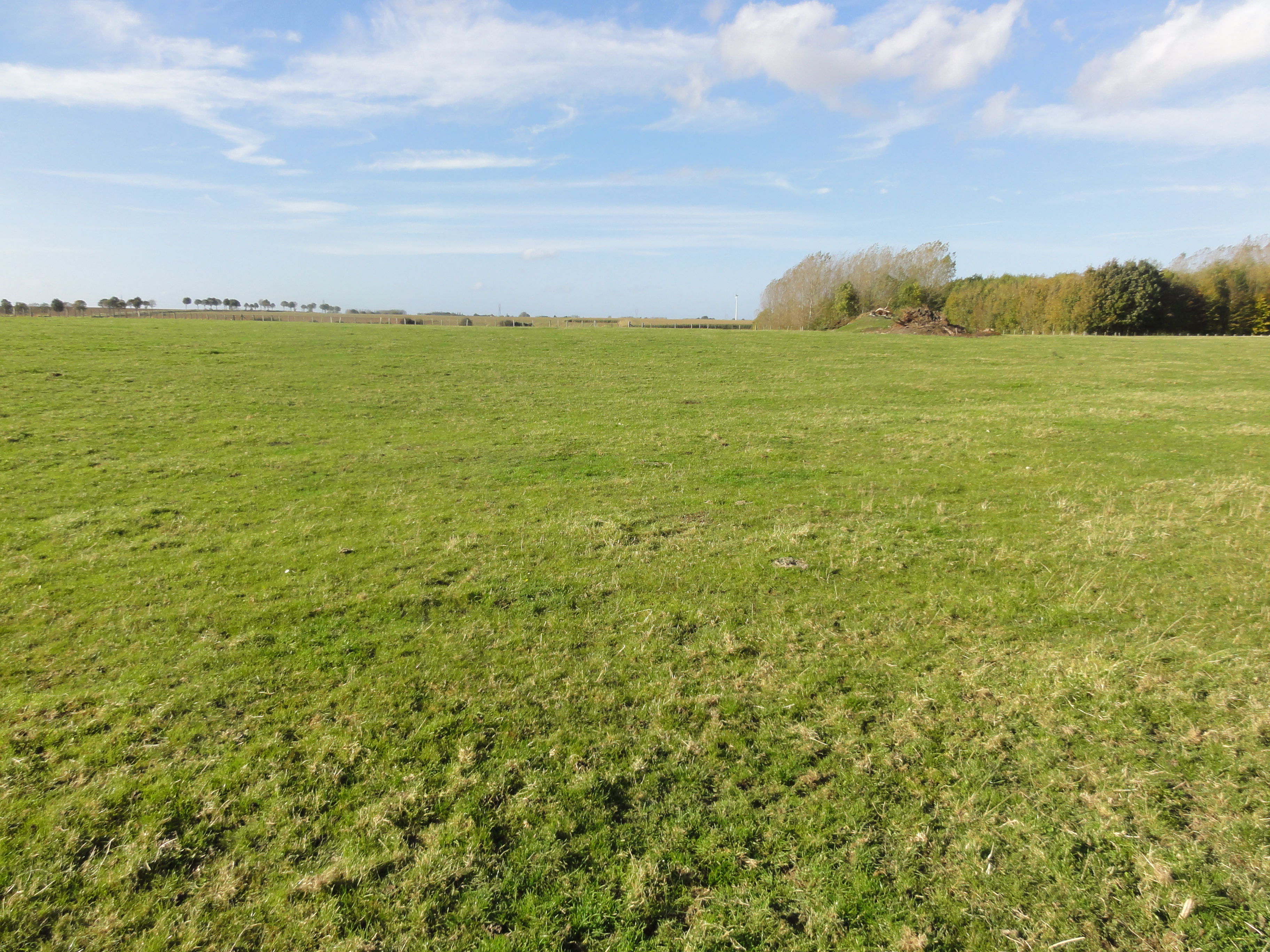
Le carreau de fosse.
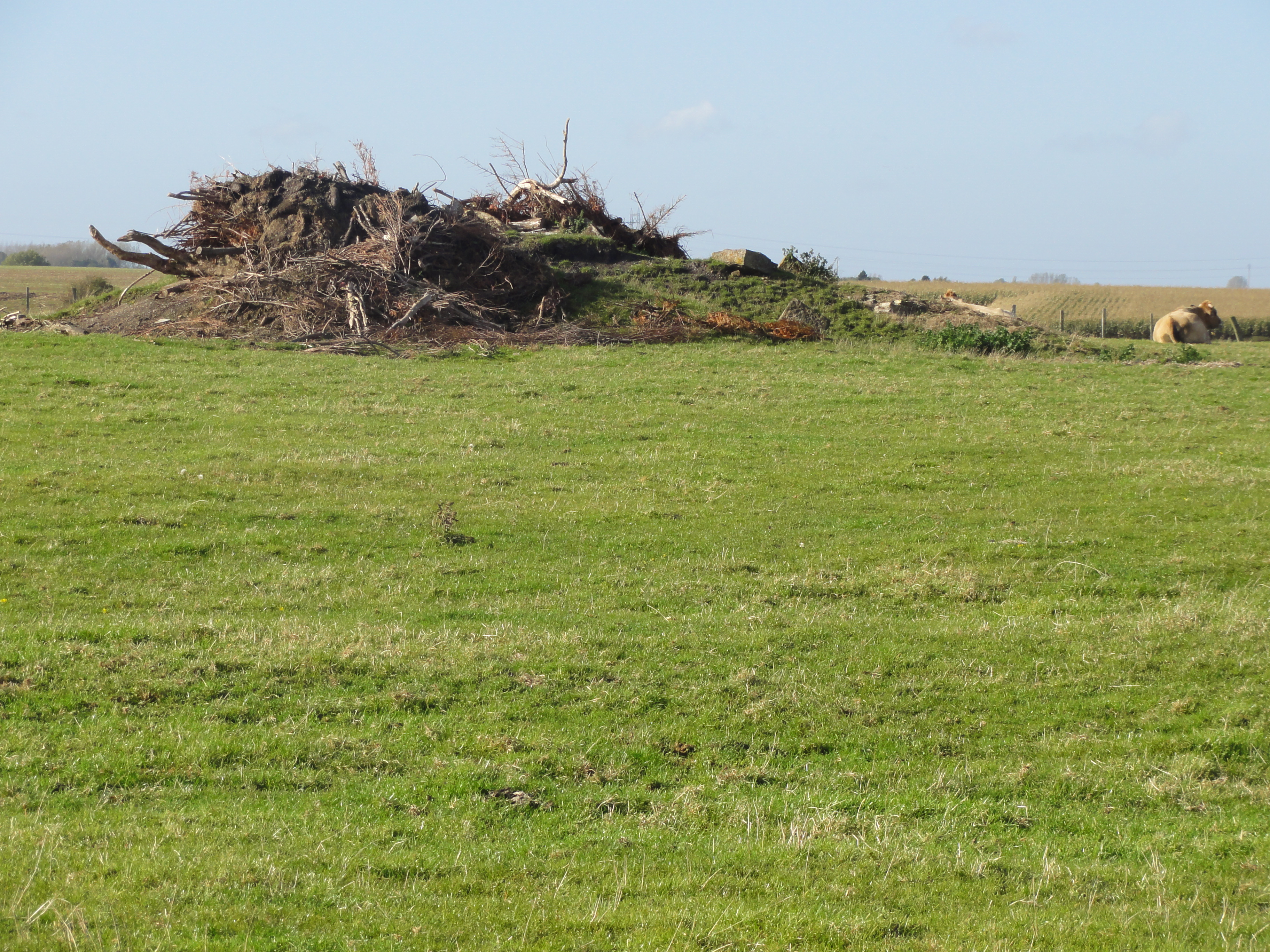
Le puits est situé au milieu de ce mont
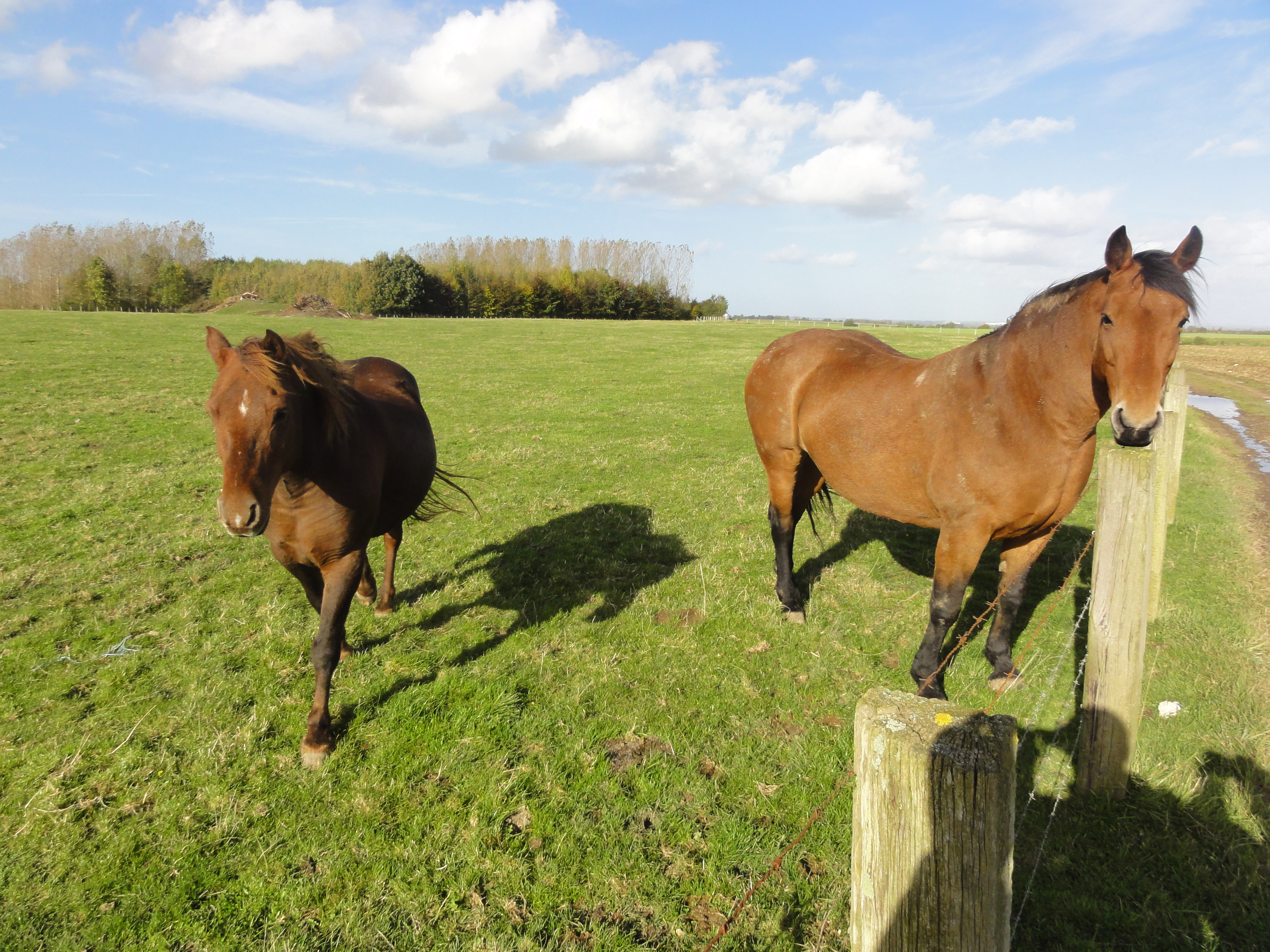
Des chevaux.
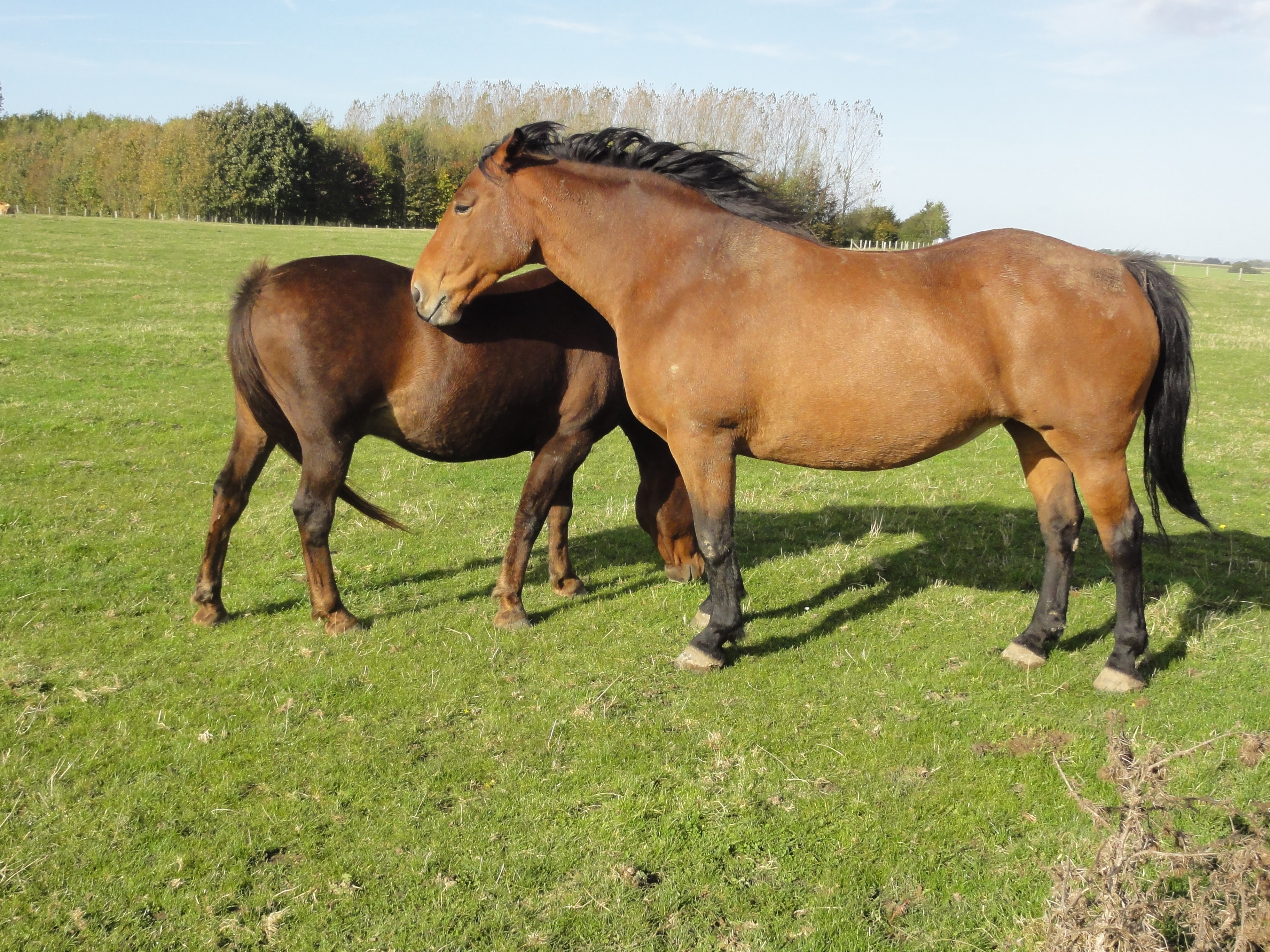
Des chevaux.
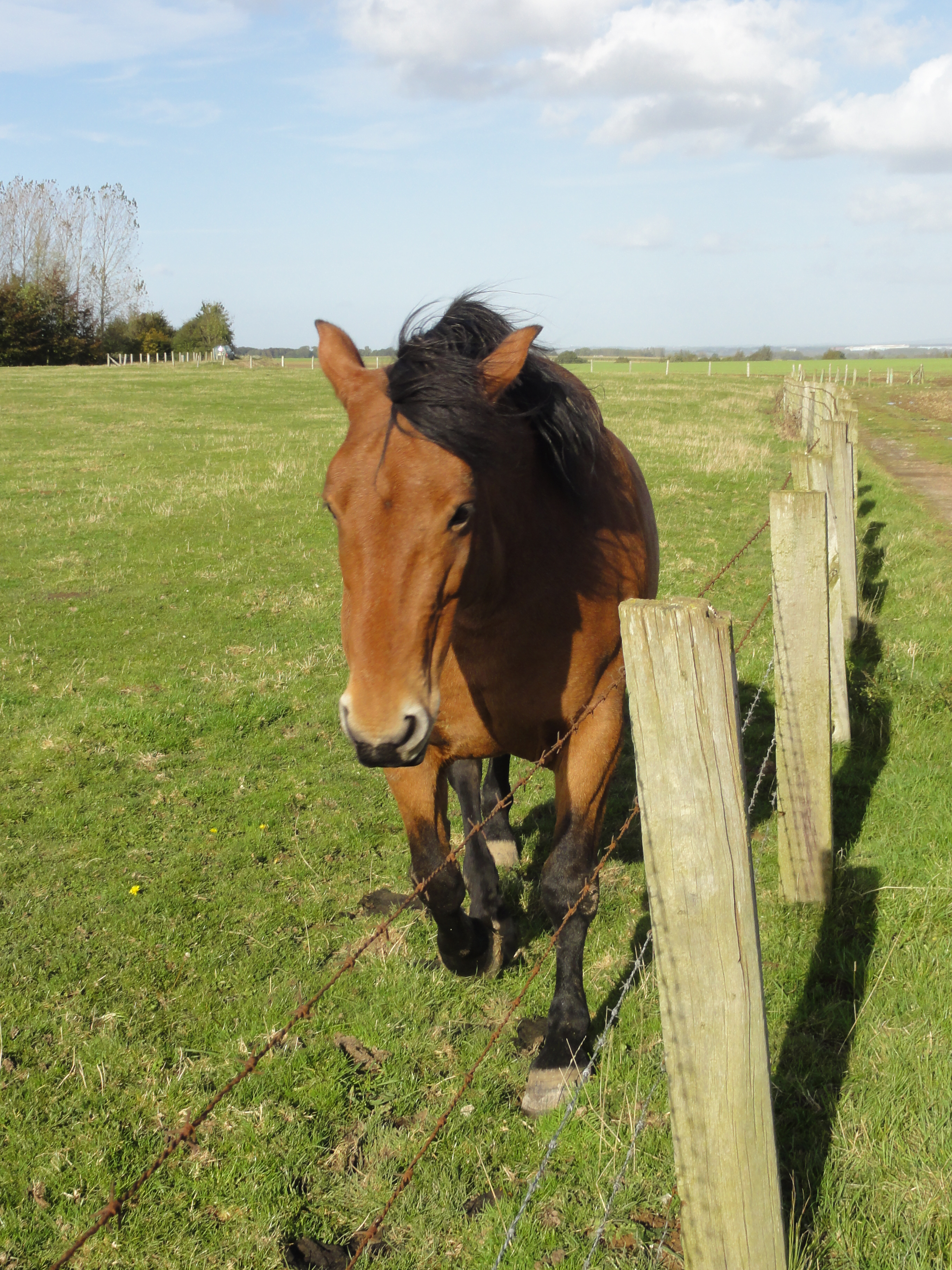
Un cheval.

## Le terril
50° 32′ 29″ N, 2° 23′ 57″ E

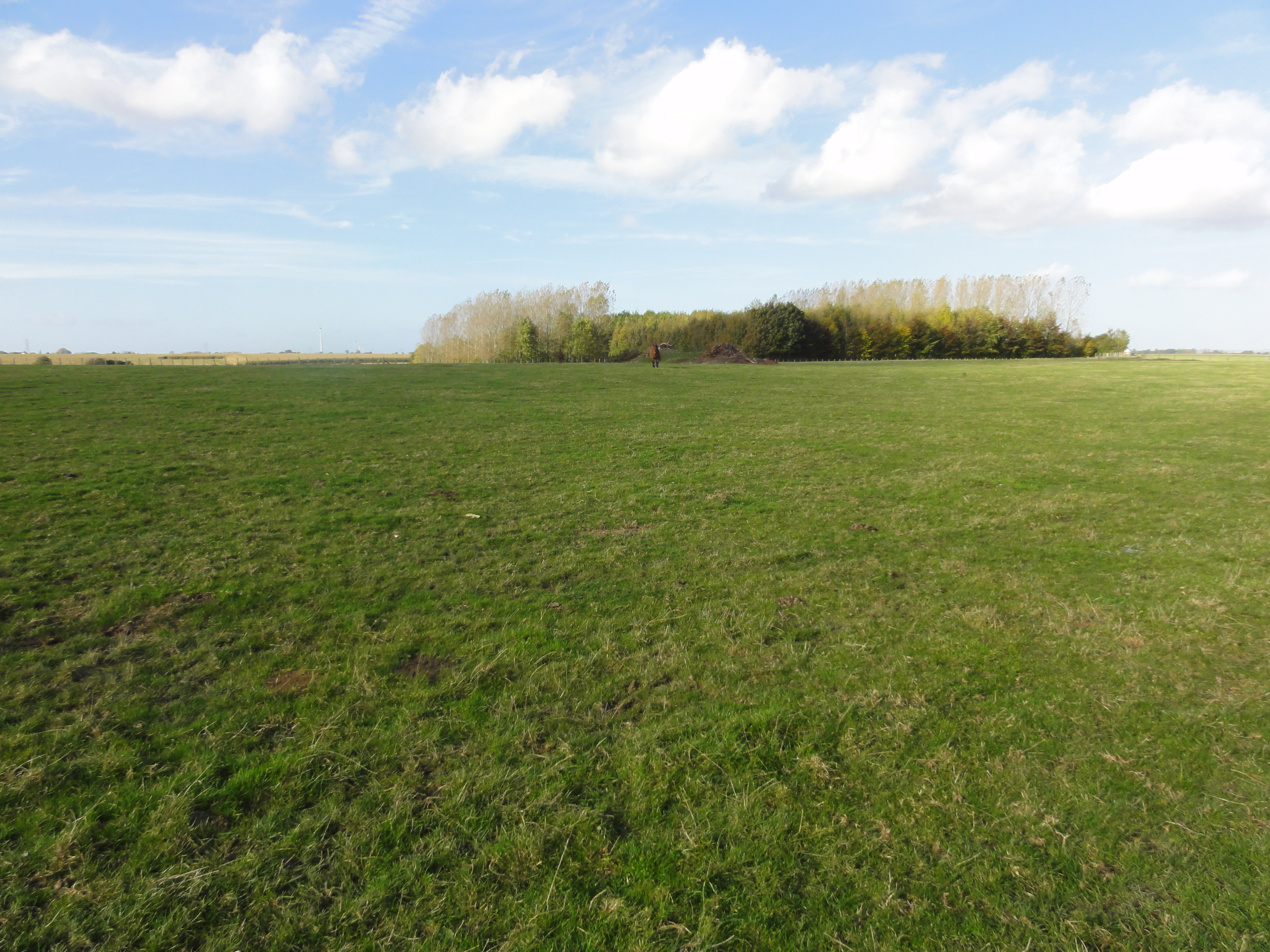
Le site du terril.

Le terril no 204, Ames, situé à Ames, disparu, était le terril de la fosse no 3 des mines d'Auchy-au-Bois, commencée en 1874, et abandonnée en 1888,.